# PandaBoard
PandaBoard（パンダボード）は、テキサス・インスツルメンツのOMAP4430 SoC に基づく低消費電力、低コストのシングルボードコンピュータ・開発プラットフォーム。ボードは2010年10月27日以来、174米ドルで販売されている。コミュニティでサポートされている開発プラットフォーム。
PandaBoard ESは、CPUとGPUがより高いクロックレートで動作している、OMAP4460 SoCに基づく新しいバージョン。ボードは2011年11月16日に、182米ドルで販売開始。PandaBoardと同様に、コミュニティでサポートされている開発プラットフォーム。

## 特徴
- CPU
  - PandaBoard - 1GHz デュアルコア ARM Cortex-A9 MPCore
  - PandaBoard ES - 1.2GHz デュアルコア ARM Cortex-A9 MPCore
- GPU - OpenGL ES 2.0, OpenGL ES 1.1, OpenVG 1.1, EGL 1.3
  - PandaBoard - 304MHz SGX540
  - PandaBoard ES - 384MHz SGX540
- DSP - C64x
- メモリ - LPDDR2 SDRAM 1GB
- ストレージ - SDカード。最高32GB。
- 10/100Mbps イーサーネット
- 無線LAN 802.11 b/g/n
- Bluetooth 2.1+EDR
- 映像出力 - DVI, HDMI
- 音声出力 - 3.5mm オーディオコネクタ
- USB 2.0 ホスト x2, USB On-The-Go 2.0 x1
- OS - Android と Ubuntu が Linaro から配布されている。Android は Google の本家の git リポジトリでも実験的サポート扱いであるが、サポートしている。

## 参照
1. ↑  “PandaBoard FAQ: Is TI subsidizing the PandaBoard?”. OMAPpedia.   Omap World (2011年12月24日). 2011年12月24日閲覧。
2. ↑  “PandaBoard ships Cortex-A9 board for devs, hobbyists”. Electronista.   MNM Media LLC. (2010年10月27日). 2010年11月6日閲覧。
3. ↑  “PandaBoard ES equips open source mobile developers with TI's OMAP4460 processor”. Pandaboard.org.   EETimes (2010年12月11日). 2010年12月11日閲覧。